# Gelasius II.
Gelasius II., rodným jménem  Jan z Gaety  (kolem 1060, Gaeta – 29. ledna 1119, Cluny) byl papežem od 24. ledna 1118 až do své smrti.

## Životopis
Jan (pozdější Gelasius II.) pocházel z urozeného rodu Gaetaniů, z něhož později vzešel i jiný papež Bonifác VIII. (1235, Anagni – 1303, Řím). Jan se stal mnichem v benediktinském opatství v Monte Cassinu, odkud ho poté povolal Urban II. do Říma jako kancléře církve. Později byl jmenován kardinálem a stal se věrným spolupracovníkem a důvěrníkem papeže Paschalise II. . Ve své funkci mimo jiné prosadil precedent, ve kterém ustanovil, že papežský kancléř musí být vždy kardinálem a zůstává ve svém úřadě až do smrti nebo do jmenování papežem. Po papežově smrti se 24. ledna 1118 uskutečnila první tajná papežská volba, která už se blížila formě "konkláve" (z lat. cum clavi, pod zámkem), ze které Jan vyšel jako nově zvolený papež..
Hned po zvolení ho ale přepadl procísařsky laděný Lucius Fragipani a dal jej uvěznit ve svém sídle, ale Římanům se ho podařilo osvobodit.
V březnu 1118 císař Jindřich V. dobyl Řím. Papež před ním uprchl do Gaety, kde byl 10. března vysvěcen. Jindřich mezitím využil Gelasiovy nepřítomnosti a prohlásil, že papež svým útěkem ztratil na svou funkci nárok a jmenoval už o dva dny předtím, 8. března, arcibiskupa Mauritia Bourdina z Bragy vzdoropapežem se jménem Řehoř VIII. Arcibiskup z Bragy byl již za Paschalise II. exkomunikován a uchýlil se k císařskému dvoru. Gelasius II. na zvolení vzdoropapeže ihned reagoval exkomunikací císaře Jindřicha i Řehoře VIII. Po odjezdu císaře se Gelasius vrátil zpět do Říma, ale jen na chvíli. Fragipaniové na něho začali opět útočit, a tak uprchl do Francie.. Ve Vienne zanedlouho svolal synodu, která měla jasně stanovit vnitřní poměry v Římě a zaručit důstojnost a bezpečnost papežského úřadu. Tento úkol už ale nezvládl, neboť zemřel 28. ledna 1119 v proslulém opatství Cluny, kde byl také pohřben.
Úkol znovusjednotit papežství v pokračujícím sporu o investituru po Gelasiovi zdědil jeho nástupce Kalixt II., který začal s Jindřichem vyjednávat a 23. září 1122 dosáhl smíru v tzv. konkordátu wormském.

## Odkazy

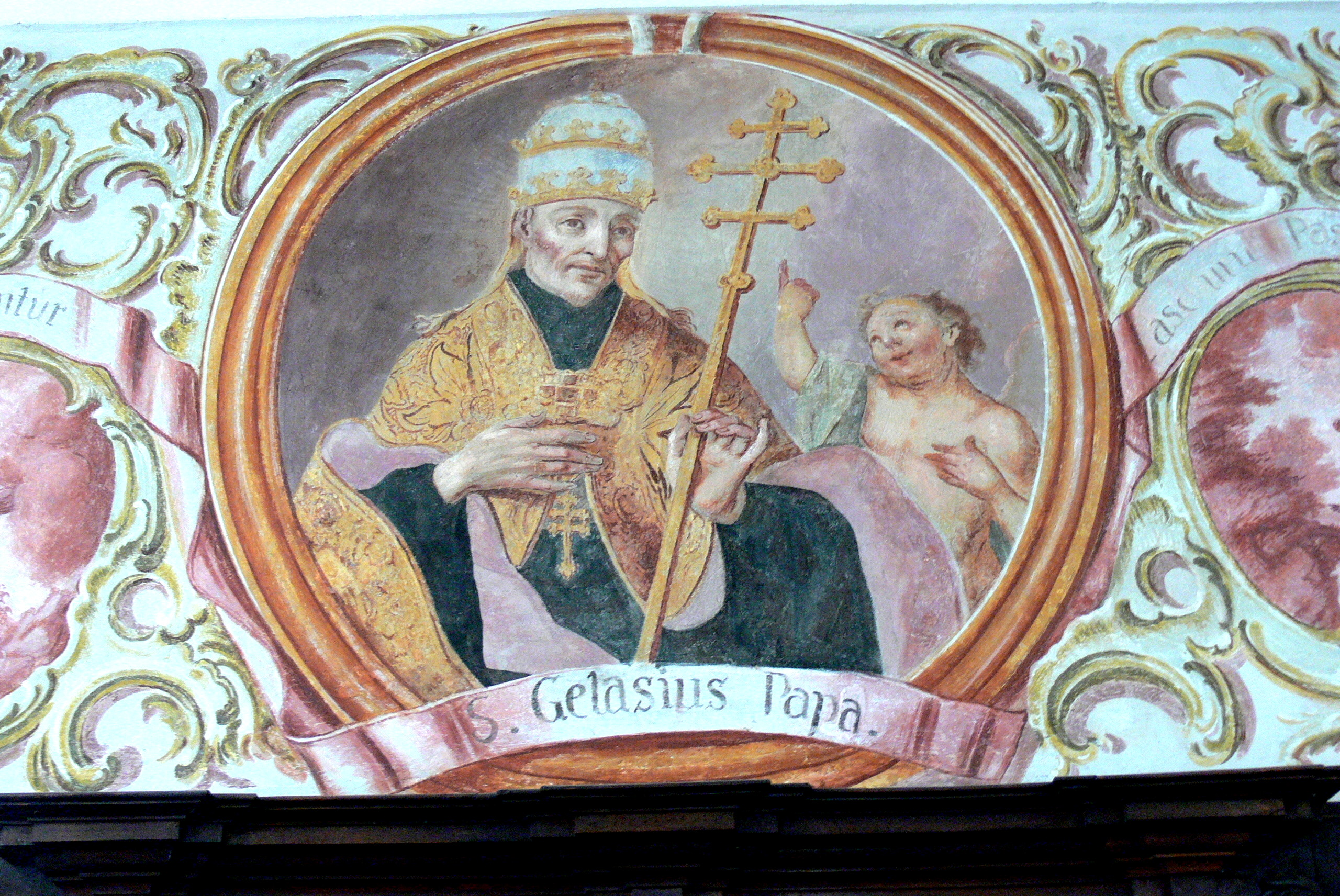
Freska zobrazující papeže Gelasia II.